# Мортс, Пер
Пер Мортс (швед. Pär Mårts; род. 30 апреля 1953, Фалун) — шведский хоккеист и тренер.

## Биография
Профессиональную карьеру хоккеиста Пер начал в 1971 году в клубе «Вестерос» в третьем эшелоне шведского хоккея. В следующем году с командой поднялся во вторую лигу. С 1974 по 1980 год — игрок столичного АИКа. Серебряный призёр чемпионата Швеции 1977/78. Последние 5 сезонов карьеры провёл в «Вестеросе». По завершении карьеры возглавил клуб и вывел в высшую лигу. В 1991 году был помощником главного тренера молодёжной команды Швеции. С 1992 по 1995 — ассистент тренера главной сборной. После этого тренировал «Вестерос», АИК и ХВ71, с последним завоевал титул чемпиона. В 2004 году получил награду «Тренер года Швеции». С 2007 по 2010 в разное время стоял у руля команды молодёжной сборной до 20 и 19 лет. В 2010 году возглавил сборную Швеции. В 2013 году привёл сборную к золотым медалям домашнего чемпионата мира. В 2016 году покинул свой пост.